# Iglesia de la Visitación de la Santísima Virgen María (Varsovia)

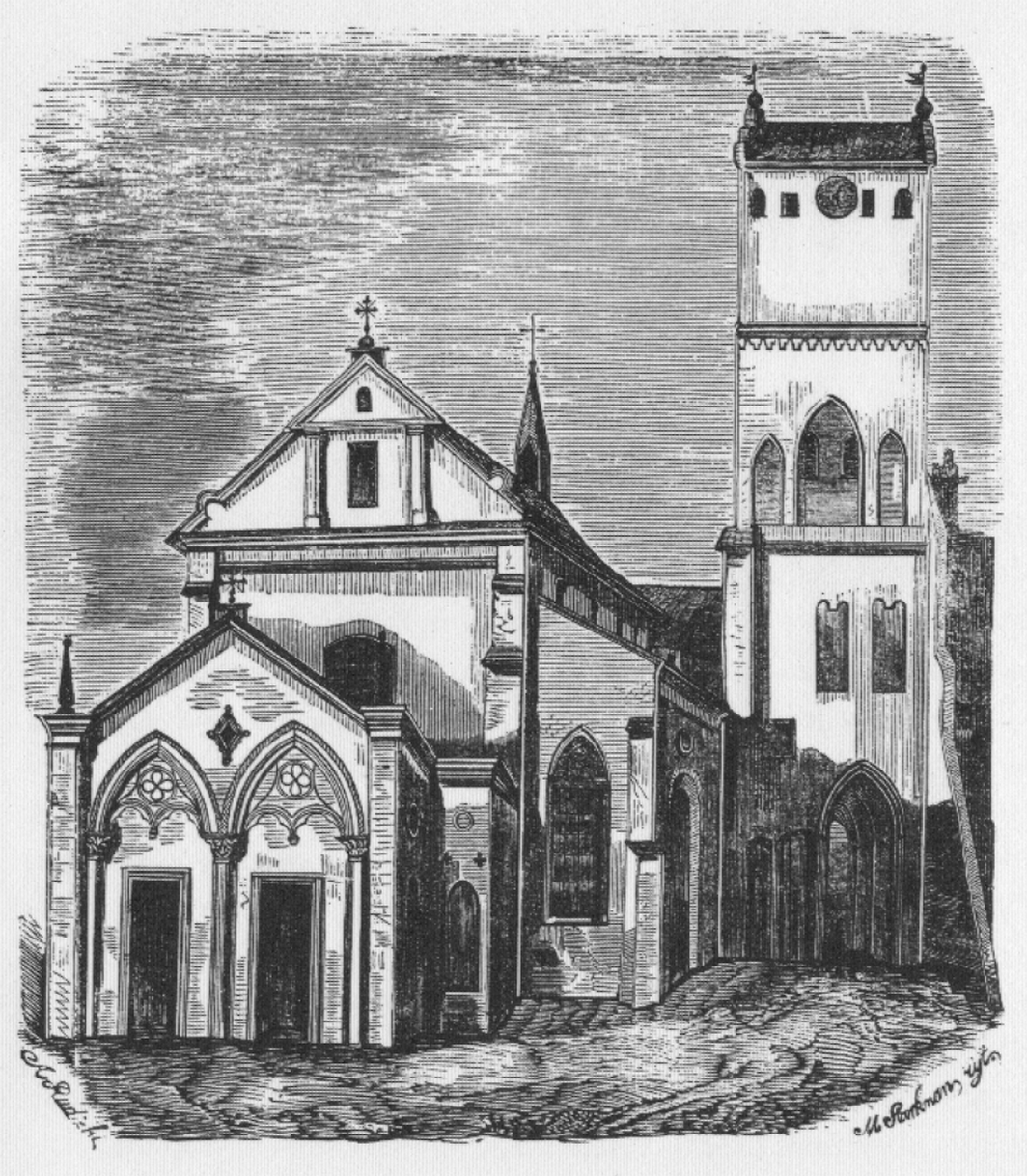
El templo en un grabado en madera de Michał Starkman de ca. 1855

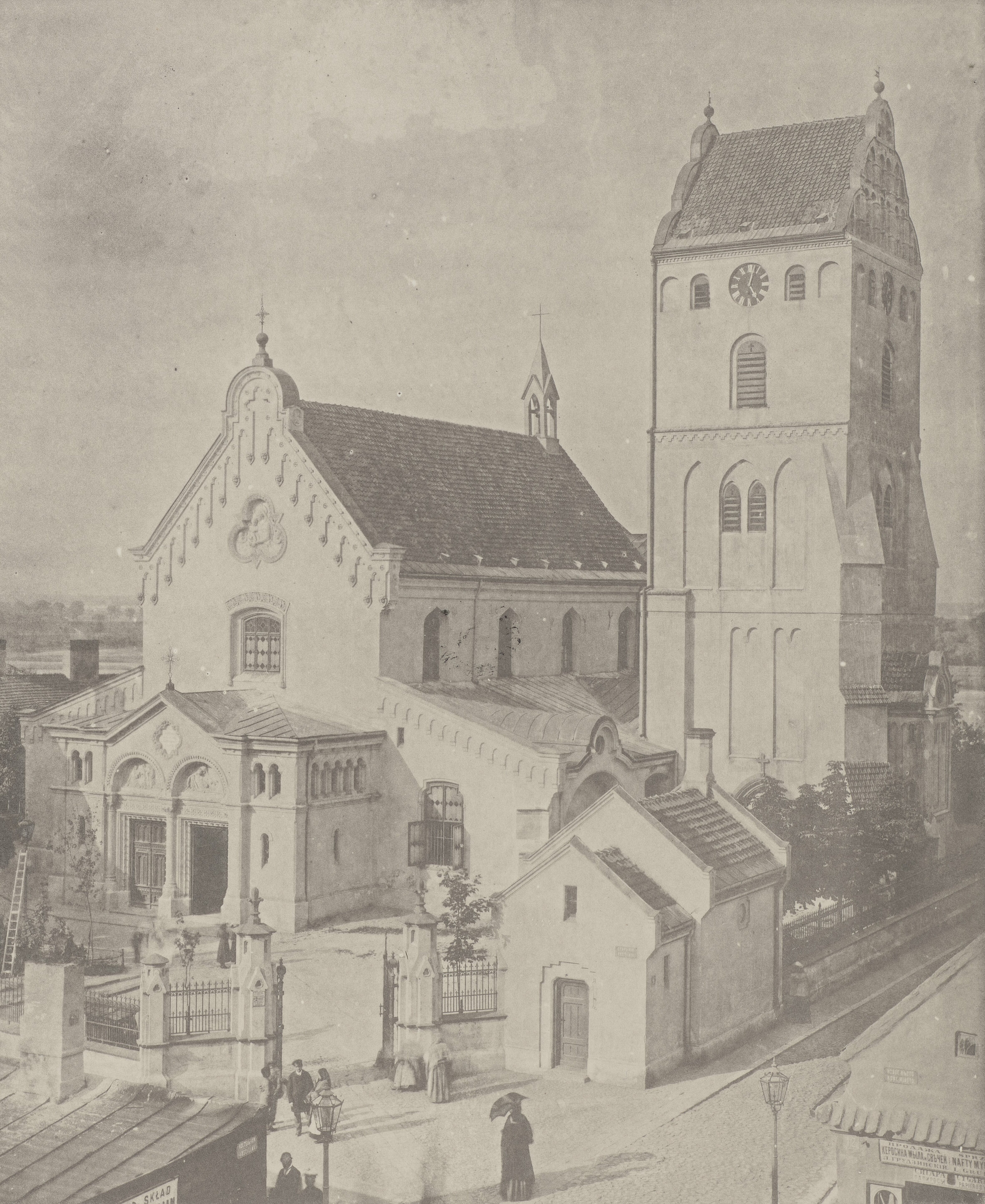
Vista de la iglesia antes de 1900.

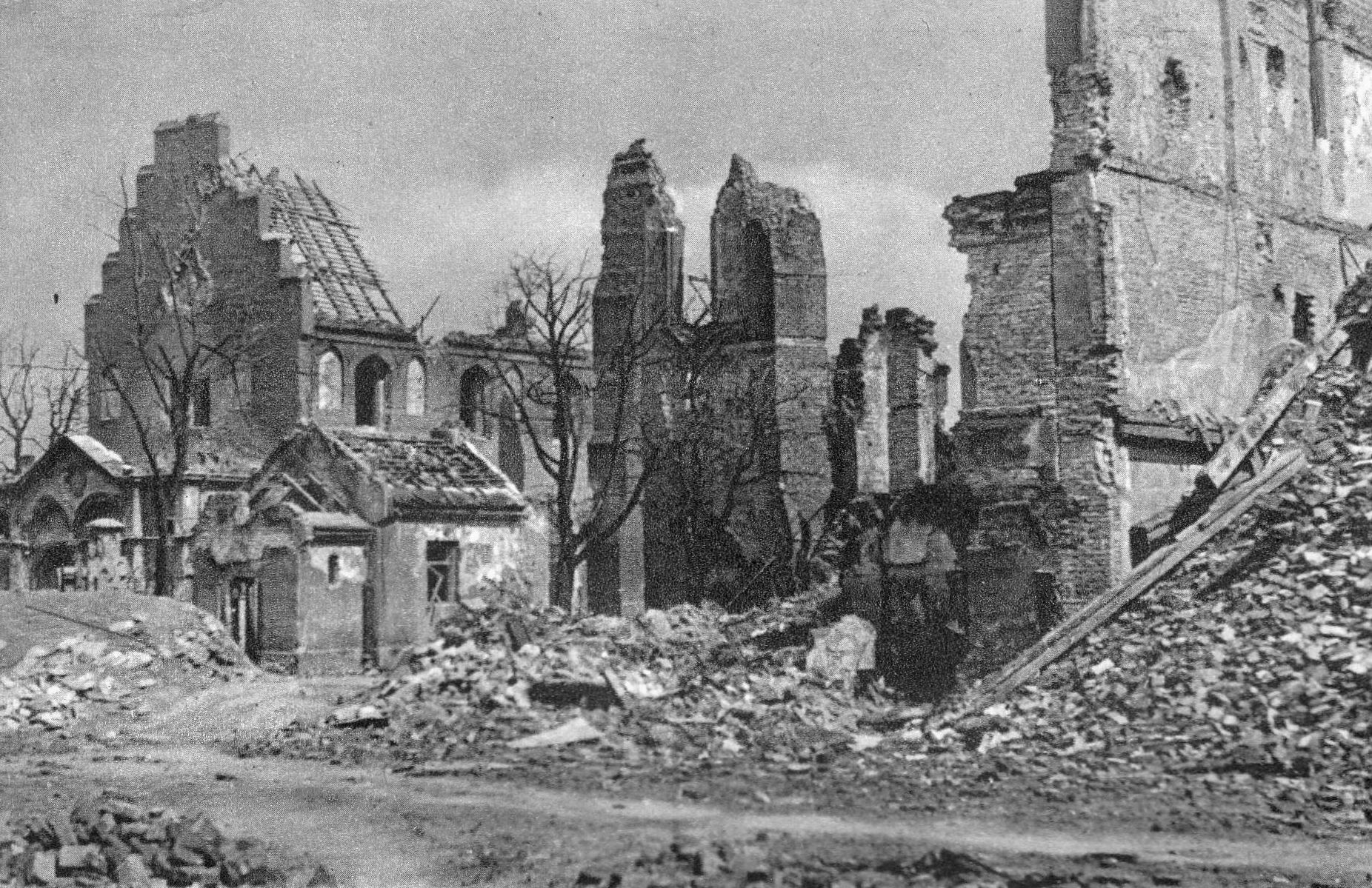
Iglesia destruida en 1945

Iglesia de la Visitación de la Santísima Virgen María : una iglesia ubicada en la Ciudad Nueva de Varsovia en la calle ul. Przyrynek 2. Antigua iglesia parroquial de Nueva Varsovia.
La iglesia fue construida en 1411 en estilo gótico y, por lo tanto, es uno de los templos más antiguos de Varsovia . En 1581 se añadió un campanario de estilo gótico tardío. En los siglos XIX y XX fue reconstruido muchas veces. Durante la defensa de Varsovia en septiembre de 1939, fue destruida y en 1944 incendiada por los alemanes. Fue reconstruida en 1947-1966.
La iglesia fue construida en la escarpa del Vístula, según la leyenda, en el lugar de un templo pagano. Fue fundada en 1409 por el príncipe Janusz el Viejo y su esposa Danuta Anna. En 1411 fue consagrada por el obispo Wojciech Jastrzębiec . Se estableció un cementerio junto al templo. Pronto la iglesia se convirtió en un templo de pescadores y artesanos y se hizo famosa porque aquí también se predicaban sermones en alemán.
En la segunda mitad del siglo XV, el templo de una sola nave fue ampliado y transformado en una basílica de tres naves, principalmente gracias a Bolesław IV, príncipe de Varsovia y Zadrożm. En 1518 Se añadió un campanario. El rey Segismundo Augusto, el 14 de enero de 1562 en Łomża, concedió el capítulo de la iglesia de San Pedro. Juan el derecho a administrar la Iglesia de la Visitación de la Santísima Virgen María, incluida la asignación de ingresos para sus propias necesidades y el nombramiento de vicarios. Esta situación duró casi 40 años, y no fue hasta el obispo Jędrzej Opaliński, el 30 de abril de 1608, decidió que la iglesia tendría su propio párroco permanente ( praepositus ).

Józef Łukaszewicz  incluye la siguiente mención de la iglesia (fragmentos, ortografía original):
En 1641 recibió la visita de Jan Branecki, Arichidyacon de Pszczewski, un escolástico de Varsovia, el día 12. marzo y los días siguientes, y la describe así: "La Iglesia de la Virgen María en la Ciudad Nueva de Varsovia es de ladrillo y su torre contiene campanas. El derecho de colación de esta iglesia sirve al ilustre capítulo de Varsovia, del que su administrador (rector, párroco, párroco) recibe una determinada renta anual. Además, en esta iglesia todo se hace de acuerdo con la visita de Wężyk el día 15. Abril de 1626”. Según la visita de Branecki, la iglesia tenía 11 altares, además del altar grande tenía un hermoso órgano y el organista era el padre Mikołaj Beda. En la torre, además de las campanas, había un reloj reparado por Kowalewski, un relojero de Varsovia. Allí celebraban el servicio, además del párroco, seis mansiones fundadas aquí en 1523 por Stanisław de Strzelcze, canónigo de Wrocław, Płock y Poznań. La iglesia fue recientemente restaurada por el entonces párroco, el padre Mateusz Jagodowicz, O. PAG D, quien también embelleció la iglesia y le dio un piso de piedra. En 1641, en esta iglesia sólo existía una capilla, titulada St. Benón. Allí se celebró un servicio religioso en alemán para los católicos alemanes radicados en Varsovia. En la misma capilla, los húngaros que visitaban Varsovia celebraron servicios religiosos en su idioma  … Nueve casas de la iglesia, probablemente de madera, albergaban al párroco, los sacerdotes, el organista y otros servidores de la iglesia. Además, la iglesia tenía grandes plazas en las que muchos residentes de Varsovia, incluido el mencionado X. Jagodowicz, párroco de la Iglesia de la Virgen María, inició un proceso en 1640 por la negativa de los residentes a pagar el alquiler de la iglesia y por no reconocer la autoridad del párroco de la iglesia de la Virgen María sobre ellos mismos. …
Durante la guerra con los suecos en 1656, la iglesia fue incendiada. Fue reconstruido hacia el año 1690  En los siglos XIX y XX, la iglesia fue reconstruida muchas veces y perdió las características de un templo medieval. En el siglo 19 entre otros Se reconstruyó la torre central y se hizo un nuevo techo. En 1829 el antiguo órgano fue desmantelado y modernizado. En los años 1906-1915 el edificio fue remodelado bajo la dirección de Józef P. Dziekoński y Stefan Szyller .
El templo fue destruido durante el Levantamiento de Varsovia en agosto de 1944. Durante la reconstrucción de 1947-1952, se restableció su aspecto original. Esto fue posible gracias a muchos panoramas anteriores de la ciudad en los que era visible. Durante la ley marcial funcionó aquí la Pastoral de las Comunidades Creativas, y los escritores y actores más destacados prepararon programas patrióticos que atrajeron a multitudes.
En el recinto de la iglesia también se encuentra un pequeño monumento que representa a Walerian Łukasiński .

## Arquitectura de la iglesia
La Iglesia de la Visitación de la Santísima Virgen María es achaparrada, tiene un frontón escalonado, esbeltas ventanas ciegas (huecos decorativos en la pared), un portal de arco apuntado y naves bajas y anchas sostenidas por contrafuertes . El muro trasero de este edificio gótico fue construido en los siglos XVII y XVIII. dos capillas blancas, barrocas, cuadradas y cubiertas con cúpulas verdes. También hay pequeñas linternas en la parte trasera. En el interior oscuro se puede ver un altar neogótico con una pintura que representa la escena de la Visitación, es decir, el encuentro de la Virgen María con su prima santa Isabel. También hay una escultura metálica de Jesús en la capilla de la Divina Misericordia que cierra la nave derecha.
El entorno de la iglesia está rodeada por un muro de piedra. La plaza (antiguo cementerio) estaba plantada de altos castaños. Hay una cruz de madera con la inscripción "Salva mi alma" y una figura de la Virgen María de 1870 ("Yo, Madre del Amor Hermoso, Piedad, Reconocimiento y Santa Esperanza").

A la nave sur en 1518 se añadió una torre, un campanario, también rematado con un hastial escalonado, que a veces se compara con un racimo de uvas. El campanario está sostenido por altas pendientes escalonadas, las paredes están decoradas con ladrillos, frisos geométricos, paneles y aberturas estrechas. Esta característica torre se convirtió en un elemento inseparable del paisaje de Varsovia y apareció en muchos panoramas de la capital, gracias a lo cual pudo recrearse con precisión después de la guerra.
1. ↑  Gawędy o Warszawie. Warszawa: Instytut Wydawniczy „Biblioteka Polska“. 1939. p. 24.
2. ↑  Warszawa. Warszawa: Państwowy Instytut Wydawniczy. 1977. p. 22.
3. ↑  Gawędy o Warszawie. Warszawa: Instytut Wydawniczy „Biblioteka Polska“. 1939. p. 260.
4. ↑  Józef Łukaszewicz Krótki opis historyczny kościołów parochialnych w dawnej diecezyi poznańskiej t. III, Nakładem Księgarni J. K. Żupańskiego, Poznań 1863, ss 113 i 114
5. ↑  przypis J. Łukaszewicza - „Zapewne to nabożeństwo odbywało się dla chorągwi węgierskiej w służbie rzeczypospolitej zostającej”
6. 1 2  Katalog zabytków sztuki. Miasto Warszawa. Część 2. Nowe Miasto. Warszawa: Instytut Sztuki Polskiej Akademii Nauk. 2001. p. 2. ISBN 83-85938-44-3.
7. ↑  Korpysz, Ewa (marzec 2016). «Czy pierwsza była św. Katarzyna?». Stolica: 17.
8. ↑  Julian Bartoszewicz: Kościoły Warszawskie rzymskokatolickie opisane pod względem historycznym, Warszawa 1855 str. 28-43
9. ↑  1859 dni Warszawy. Kraków: Wydawnictwo Znak. 2008. p. 763. ISBN 978-83-240-1057-8.

## enlaces externos
- «Kościół na stronie Wieżowce Warszawy». wiezowce.waw.pl.
- Archiwalne widoki kościoła w bibliotece Polona

- Datos: Q1801296
- Multimedia: Church of the Visitation in Warsaw / Q1801296